# Grabstele des Sophytos

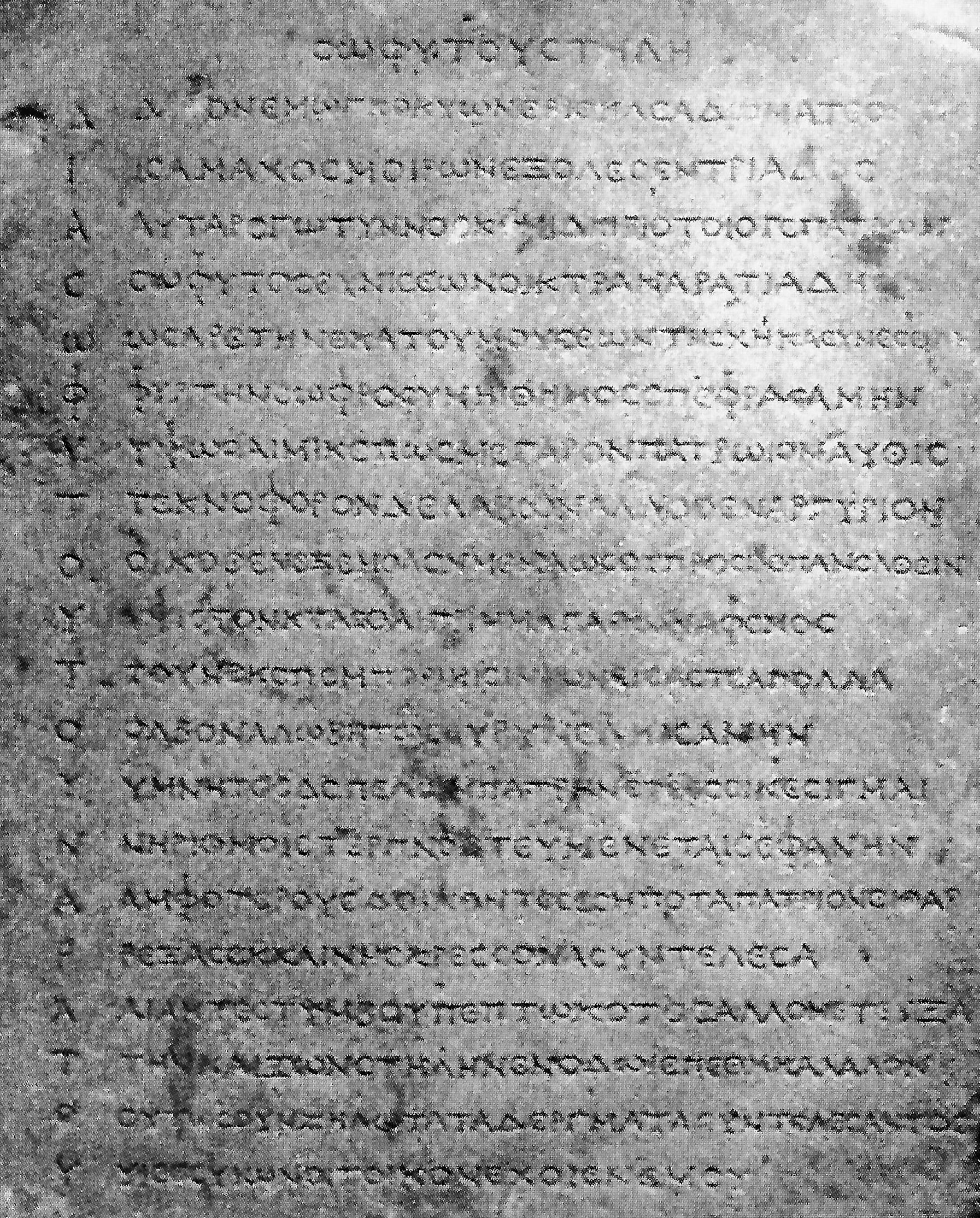
Foto der Sophytos-Inschrift

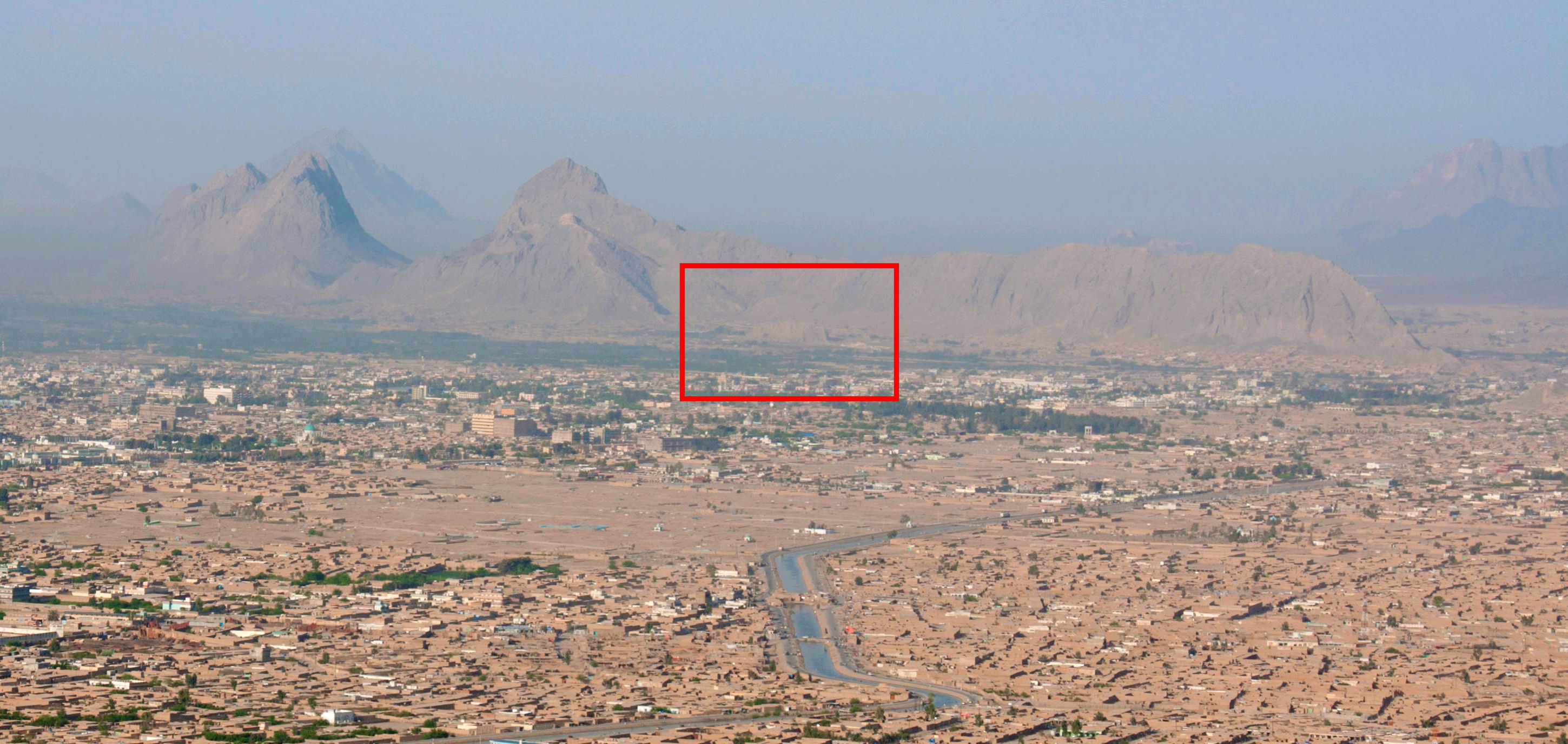
Kandahar, Bereich der hellenistischen Stadt (rot markiert), wo die Kalksteinplatte gefunden worden sein soll

Die Grabstele des Sophytos ist eine 2004 im Antikenhandel erworbene Kalksteinplatte mit einem in altgriechischer Sprache verfassten hellenistischen Grabepigramm. Als Fundort wird Kandahar im Süden Afghanistans (das antike Alexandria in Arachosien) angegeben. Sophytos, wahrscheinlich indischer Herkunft, stellt sich mit der Inschrift dem Leser als weitgereister Kaufmann vor, der nach Jahren reich in seinen Heimatort zurückkehrte. Die Inschrift zeigt einen hohen Grad an griechischer Bildung.
Die Platte befindet sich in Privatbesitz; die Inschrift wurde von Paul Bernard, Georges-Jean Pinault und Georges Rougemont publiziert.

## Beschreibstoff und Paläografie
Die weiße, quadratische Kalksteinplatte (62 × 62 cm) hat eine Stärke von maximal 12,5 cm und ist vollständig erhalten. Sie stammt aus dem Antikenhandel und soll in Kandahar gefunden worden sein, dem antiken Alexandria in Arachosien. Über diese hellenistische Stadt ist durch Ausgrabungen nur wenig bekannt.
Die Rückseite der Platte ist nicht abschließend bearbeitet, was darauf hindeutet, dass sie nicht sichtbar sein sollte. Die Seitenflächen weisen weder Anathyrosis noch Zapfenlöcher auf. Die Vorderseite ist sorgfältig geglättet und zeigt folgendes Layout: Breite Marge links (17,5 cm), unbeschriebener Rand oben 3 cm, unten 4 cm. Auffällig ist der große Zeilenabstand: bei durchschnittlich 1 cm großen Buchstaben beträgt die Interlinea etwa 1,75 cm. Die Buchstaben Epsilon, Sigma und Omega weisen die sogenannten „lunaren“ Formen der Kursivschrift auf.
Wahrscheinlich war die beschriftete Kalksteinplatte dazu bestimmt, in eine Wand des in der Inschrift erwähnten Mausoleums eingesetzt zu werden.

## Griechischer Text
Σωφύτου στήλη
Δ Δηρὸν ἐμῶγ κοκυῶν ἐριθηλέα δώματ᾽ ἐόντα

Ι ἲς ἄμαχος Μοιρῶν ἐξόλεσεν τριάδος·

Α αὐτὰρ ἐγὼ, τυννὸς κομιδῆι βιότοιό τε πατρῶν

Σ Σώφυτος εὖνις ἐὼν οἰκτρὰ Ναρατιάδης,

Ω ὡς ἀρετὴν Ἑκάτου Μουσέων τ᾽ ἤσχηκα σὺν ἐσθλῆι

Φ φυρτὴν σωφροσύνηι, θήμος ἐπεφρασάμην

Υ ὑψώσαιμί κε πῶς μέγαρον πατρώϊον αὔθις·

Τ τεκνοφόρον δὲ λαβὼν ἄλλοθεν ἀργύριον,

Ο οἴκοθεν ἐξέμολον μεμαὼς οὐ πρόσθ᾽ ἐπανελθεῖν

Υ ὕψιστον κτᾶσθαι πρὶμ μ᾽ άγαθῶν ἄφενος·

Τ τοὔνεκ᾽ ἐπ᾽ ἐμπορίηισιν ἰῶν εἰς ἄστεα πολλὰ

Ο ὄλβον ἀλωβήτος εὐρὺν ἐληισάμην

Υ ὑμνητὸς δὲ πέλων πάτρην ἐτέεσσιν ἐσῖγμαι

Ν νηρίθμοις τερπνός τ᾽ εὐμενέταις ἐφάνην·

Α ἀμφοτέρους δ᾽ οἶκόν τε σεσηπότα πάτριον εἶθαρ

Ρ ῥέξας ἐκ καινῆς κρέσσονα συντέλεσα

Α αἶάν τ᾽ ἔς τύμβου πεπτωκότος ἄλλον ἔτευξα,

Τ τὴν καὶ ζῶν στήλην ἐν ὁδῶι ἐπέθηκα λάλον.

Ο οὕτως οὖν ζηλωτὰ τάδ᾽ ἔργματα συντελέσαντος

Υ υἱέες υἱωνοί τ᾽ οἶκον ἔχοιεν ἐμοὖ.

## Inhaltsangabe
In der Ich-Form berichtet Sophytos, der Sohn des Narates, das Schicksal habe das einst blühende Haus seiner Vorfahren vernichtet und er selbst sei jung (oder klein) ohne Unterstützung zurückgeblieben, habe aber eine gründliche griechische Bildung gehabt. Er habe nach reiflicher Überlegung Geld auf Zinsen genommen und sei fortgezogen mit der Absicht, erst wieder heimzukehren, wenn er zu Reichtum gelangt sei. Als Kaufmann habe er sodann viele Städte bereist und ein großes Vermögen erworben. Nach langer Zeit sei er heimgekehrt, nun ein berühmter Mann. Dies habe die ihm Wohlgesinnten erfreut. Das verfallene Elternhaus habe er restaurieren und ein zweites, besseres, neu bauen lassen. „Für den vom Grabmal herabgestürzten Aias (eine Aiasfigur? der Giebel?) habe ich einen anderen machen lassen und habe darauf noch zu meinen Lebzeiten am Weg diese sprechende Inschrift hinzugefügt.“ Sophytos schließt mit dem Wunsch, Kinder und Enkel mögen seine Bauten noch besitzen.

## Kommentar

### Sophytos, Sohn des Narados

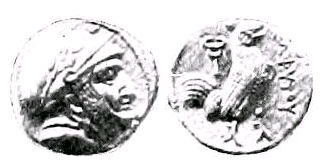
Münze des Satrapen Sophytes

Sophytos und Naratos sind keine griechischen Namen. Georges-Jean Pinault vermutet, dass es sich um indische Namen handelt und vergleicht altgriechisch Σώφυτος Sṓphytos mit dem indischen Personennamen Subhūti, der in der buddhistischen Legende mehrfach vorkommt. Er bedeutet „Gedeihen, Wohlstand.“ Der Vatersname Naratos ist weder griechisch noch iranisch, aber ein dahinter stehender indischer Name ist weniger eindeutig zu ermitteln. Pinault erwägt, dass es sich um eine Kurzform von *altgriechisch Ναραδαττος Naradattos handeln könnte. Der indische Personenname Naradatta ist in der buddhistischen Literatur mehrfach bezeugt. Oder der Sanskrit-Name Nārada wurde über mittelindisch *Naraδa zu altgriechisch Νάρατος Náratos umgeformt.
Während Naratos als griechischer Name sonst nicht bezeugt ist, begegnet der Name Sophytes oder Sophytos im 4./3. Jahrhundert v. Chr. mehrfach auf Münzprägungen aus dem Osten des hellenistischen Kulturraums, „was uns aber leider wenig über unseren Sophytos im Kandahar des 2. Jahrhunderts verrät.“

### Griechische Bildung
Die ungewöhnlich lange Grabinschrift besteht aus zehn elegischen Distichen in archaisierendem Griechisch. Der erste Buchstabe jeder Zeile wird wiederholt und ergibt, von oben nach unten gelesen: ΔΙΑ ΣΩΦΥΤΟΥ ΤΟΥ ΝΑΡΑΤΟΥ „Von Sophytos, (Sohn) des Naratos“. Dem Betrachter soll durch diese Textgestaltung ins Auge springen, dass es sich um ein Akrostichon handelt. Anspielungen auf Homer und die alexandrinische Dichtung, besonders Kallimachos (Hekale), zeigen ein hohes Niveau griechischer Bildung. Diese ist im Sinne der Inschrift eine Ressource, die es Sophytos ermöglichte, sein Schicksal erfolgreich selbst in die Hand zu nehmen.

### Historischer Hintergrund
Bei der Erstpublikation wurde die Inschrift aufgrund paläografischer Merkmale auf etwa 150–130 v. Chr. datiert. Wenn Sophytos, wie es in der Inschrift heißt, als Kind erlebte, wie seine Familie einen schweren Schicksalsschlag erlitt, so lässt sich dies versuchsweise mit der Rückeroberung der Region um Kandahar durch den gräkobaktrischen König Demetrios I. (um 190 v. Chr.) in Verbindung bringen. Dies bedeutete möglicherweise einen sozialen oder wirtschaftlichen Abstieg für indische Familien, die unter der Maurya-Herrschaft die Oberschicht im antiken Alexandria in Arachosien stellten. 40 Jahre später, als Sophytos zurückkehrte und mit Bauwerken und Inschrift seinen hohen Status dokumentierte, befand sich seine Heimatstadt im Herrschaftsgebiet des gräkobaktrischen Königs Menandros. Warum Sophytos seine hellenistische Bildung betonte, ist vor diesem Hintergrund verständlich. Alles hängt aber an der paläographischen Datierung, und diese ist seit der Erstpublikation in Frage gestellt worden. Mit hoher Wahrscheinlichkeit stammt die Sophytos-Inschrift aus dem ausgehenden 1. Jahrhundert v. Chr. oder frühen 1. Jahrhundert n. Chr. Sie wurde demnach zu einer Zeit angefertigt, in dem Arachosien zum Reich des indoparthischen Königs Gondophares gehörte. „Es war dann nicht die herrschende griechische Elite, die Sophytos mit seinen Versen zu beeindrucken suchte, sondern eher griechische und hellenisierte Bewohner der Region, die Griechisch sprachen und sich für Manifestationen der hellenistischen Kultur interessierten, wie etwa eine Inschrift in gepflegten Versen, obwohl sie in einer politisch fragmentierten und sich rasch wandelnden Welt lebten, um deren Kontrolle Dynasten mit verschiedenem sprachlichem und kulturellem Hintergrund konkurrierten.“

## Textausgaben
- Supplementum Epigraphicum Graecum Band 54, 2004 (2008), Nr. 1568.
- Paul Bernard, Georges-Jean Pinault, Georges Rougemont: Deux nouvelles inscriptions grecques de l’Asie Centrale. In: Journal des savants 2004/2, S. 227–356 (Erstveröffentlichung, Digitalisat).
- Reinhold Merkelbach, Josef Stauber: Jenseits des Euphrat: Griechische Inschriften. Ein epigraphisches Lesebuch. Saur, München/Leipzig 2005, ISBN 978-3-598-73025-2, darin Nr. 105 (Der Lebensbericht des reichen Kaufherrn Sophytos), S. 17–19.